# Staatsrat (Norwegen)
Der Staatsrat Norwegens (Bokmål (Norges) statsråd) ist gleichermaßen Kabinett und Thronrat (königlicher Rat, kongelig råd) des Landes.

## Zusammensetzung
Er besteht aus den staatlichen Ministern und mindestens sieben anderen Mitgliedern, die vom König eingesetzt werden. Schon seit 1884 wählte der König die von ihm eingesetzten Staatsräte nach ungeschriebener Regel aus den Mitgliedern des Storting aus. 2007 wurde diese Regel in § 15 des norwegischen Grundgesetzes festgeschrieben. Mit Ausnahme des Premier- und des Außenministers tragen auch die norwegischen Minister den Titel Staatsrat (statsråd). Damit bezeichnet das norwegische Wort „stadsråd“ sowohl das Gremium als auch seine Mitglieder, ähnlich dem deutschen Wort „Stadtrat“, allerdings unterschieden durch das grammatische Geschlecht, statsrådet ist Neutrum.
Der Staatsrat tritt üblicherweise unter dem Vorsitz des Königs zusammen.
Für die Sitzungen des Staatsrates besteht Anwesenheitspflicht.

## Beschlussfassung
Beschlüsse des Staatsrates gelten als königliche Resolutionen, müssen aber vom Premierminister oder in militärischen Angelegenheiten vom Verteidigungsminister gegengezeichnet werden.

## Kirchlicher Staatsrat
Der Kirchliche Staatsrat Norwegens war bis 2012 das höchste Organ der Norwegischen Kirche und war personell mit dem Staatsrat identisch, dessen Mitglieder ihrerseits Angehörige dieser Staatskirche sein mussten.
2011 setzte er die feste Präses der Bischofsversammlung ein. Mit der Verfassungsreform vom 21. Mai 2012 wurden Kirche und Staat getrennt und seine Befugnisse gingen an den schon 1969 eingerichteten Kirchenrat (Kirkerådet) über.